# Wolfgang Schuster (Politiker, 1958)

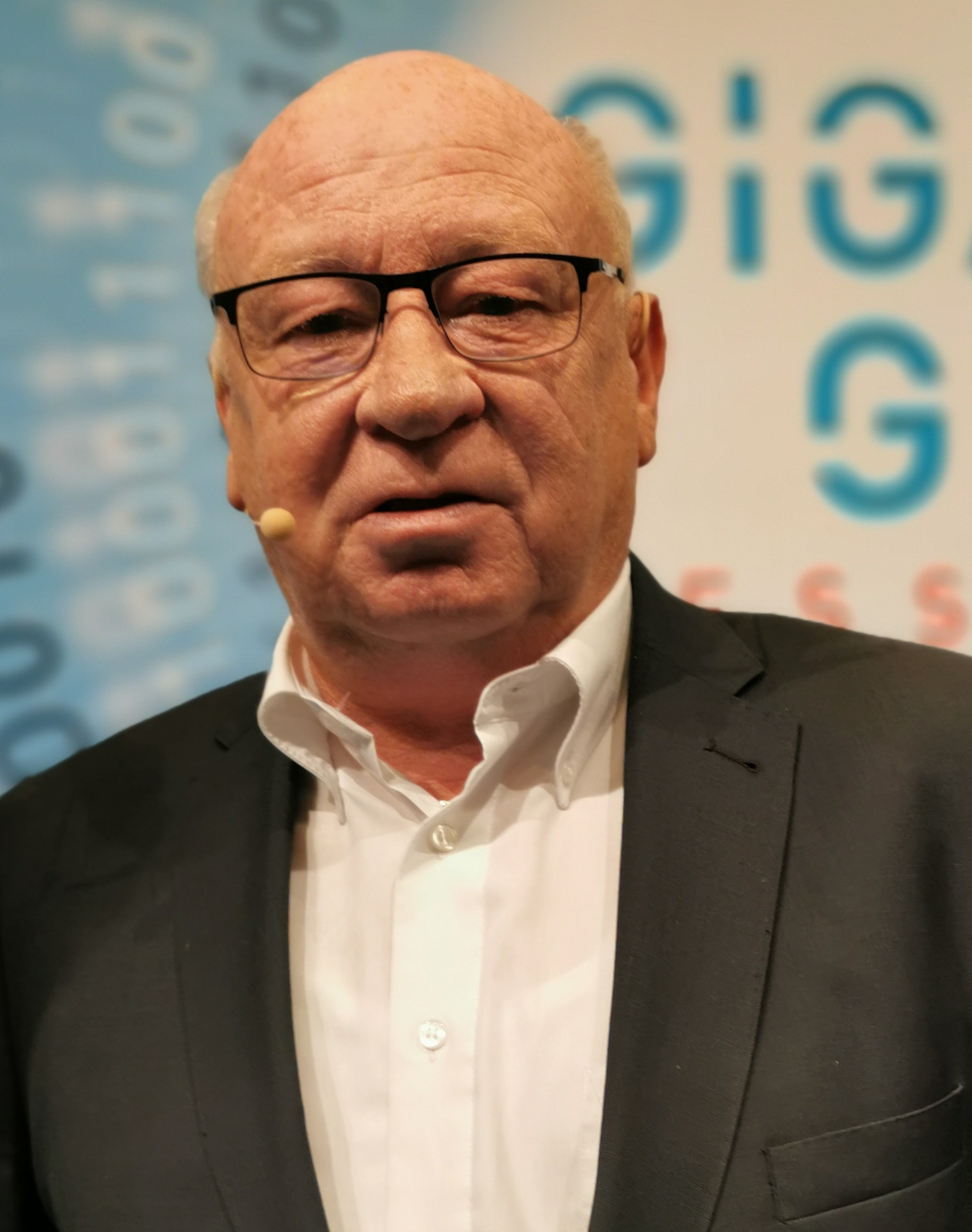
Wolfgang Schuster (2022)

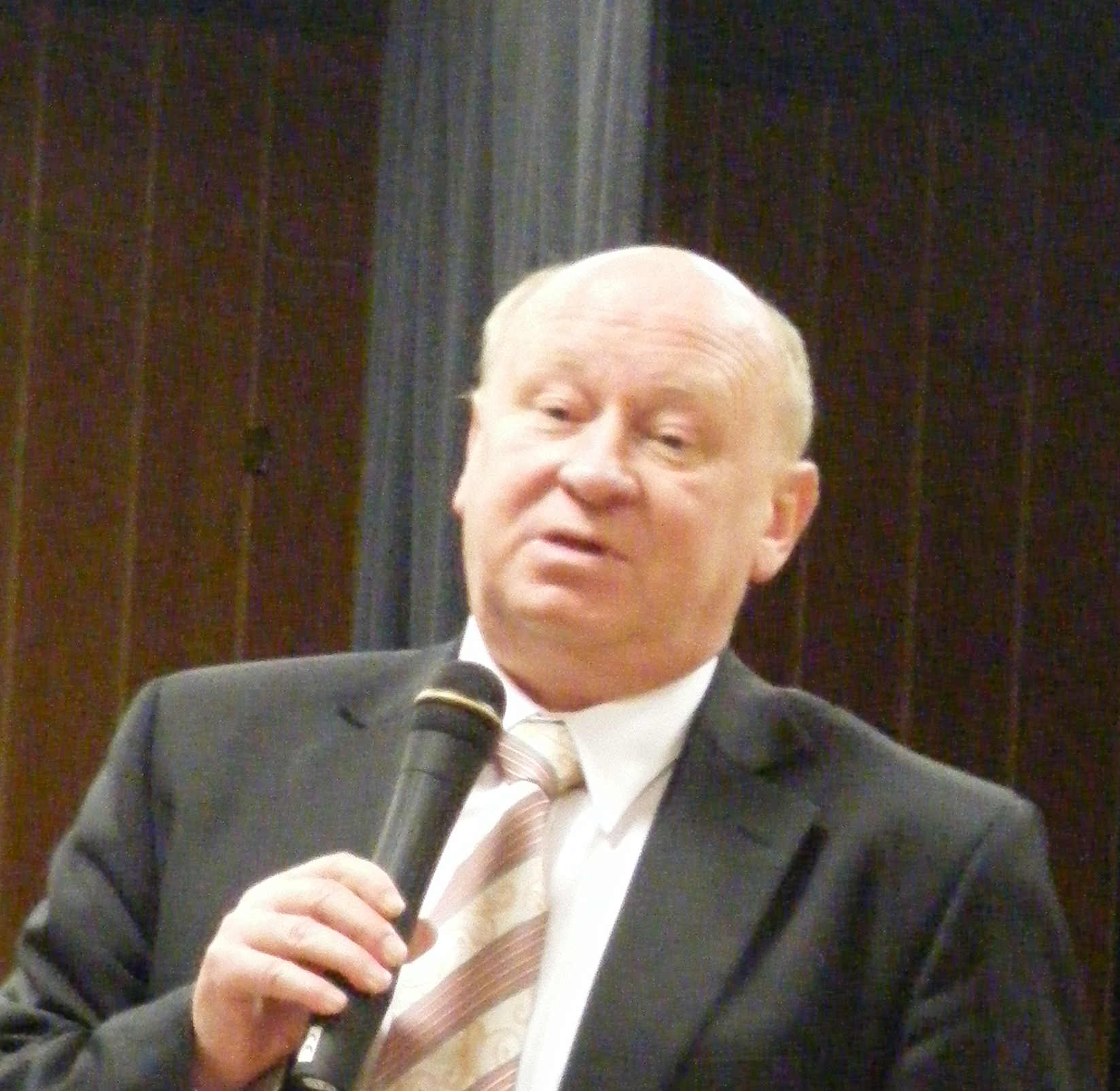
Wolfgang Schuster während einer Rede in Biskirchen am 24. März 2011

Wolfgang Schuster (* 15. März 1958 in Dillenburg) ist ein deutscher Politiker (SPD) und war 18 Jahre lang Landrat des Lahn-Dill-Kreises.

## Leben
Der Diplom-Verwaltungswirt (FH) und Absolvent der Fachhochschule des Bundes für öffentliche Verwaltung, an der er von 1983 bis 1986 studierte, war von 1973 bis 1990 im mittleren und gehobenen nicht-technischen Dienst bei der Deutschen Bundesbahn tätig.
Von 1990 bis 1995 war er büroleitender Beamter der Gemeinde Driedorf und vom 1. Januar 1996 bis 6. November 2006 Bürgermeister in Driedorf.
Seit 1973 ist Schuster Mitglied der SPD. Von 1988 bis 2001 war er Vorsitzender des SPD-Ortsvereins Driedorf. Seit 2001 ist er Vorsitzender der SPD Lahn-Dill.
Am 23. April 2006 wurde Wolfgang Schuster als Nachfolger von Karl Ihmels (SPD) zum Landrat des Lahn-Dill-Kreises gewählt. 2012 sowie 2018 wurde er jeweils für eine weite Amtszeit (6 Jahre) gewählt.
Am 30. Oktober 2024 wurde er in den Ruhestand verabschiedet. Sein Nachfolger wurde Carsten Braun (CDU).